# Депортес Валдивия
Клуб де Депортес Валдивия (на испански: Club de Deportes Valdivia), е чилийски футболен отбор от Валдивия, регион Лос Риос. Основан е на 5 юни 1983 г. в резултат на сливането на няколко малки аматьорски отбори. Скоро след това започва стремглавото изкачване на тима и още през 1987 г. той се озовава в Примера Дивисион, където обаче остава само два сезона. С изпадането във втора дивизия обаче започва също така стремглавото падение, за да се стигне до 2003 г., когато отборът е обявен в несъстоятелност и е сформиран наново, започвайки от аматьорските дивизии. От 2013 г. Депортес Валдивия е в Сегунда Дивисион, третото ниво на чилийския футбол.

## Успехи
- Примера Б:
  - Вицешампион (1): 1987
- Терсера Б:
  - Вицешампион (1): 2011